# Vallée d'Angouls
La vallée d'Angouls est une petite vallée des Pyrénées centrales françaises située dans le département de l'Ariège en région Occitanie, au-dessus de la commune de Couflens. Elle est parcourue par le ruisseau d'Angouls, affluent en rive gauche du Salat.

## Géographie

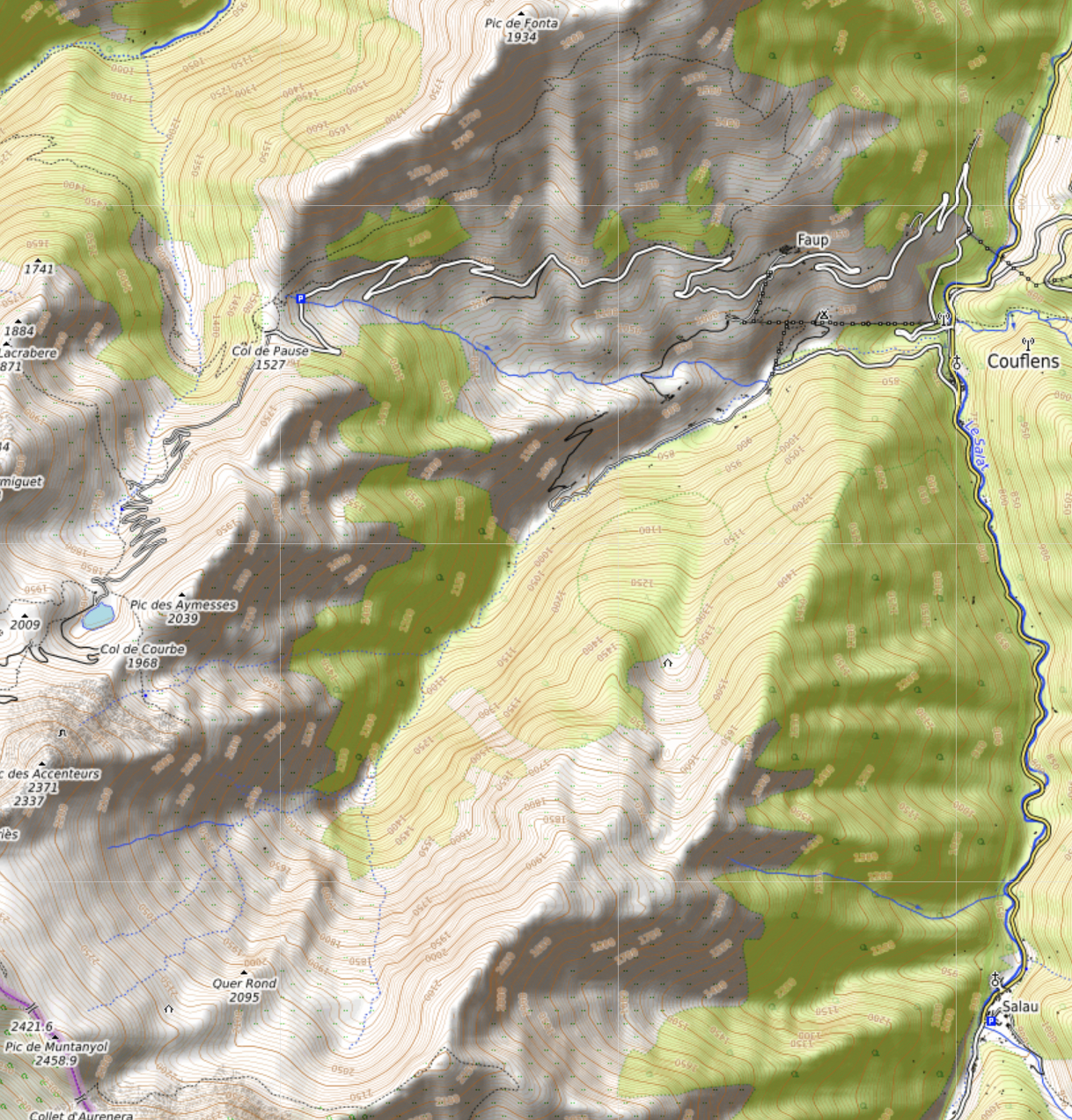
Carte topographique.

La commune de Couflens, frontalière avec l'Espagne, se situe aux sources du Salat dans le Couserans, à 30 km de Saint-Girons. Elle compte 66 habitants et accueille la mairie dont dépendent les hameaux d'Angouls, Espalots, Lau, Les Capsades, La Souleille et Salau.
Très encaissé, et entouré de massifs d'une altitude variant de 618 m à 2 496 m d'altitude (pic de Montaud), le fond de la vallée reste totalement ombragé de fin novembre à début février.

## Histoire
La vallée d'Angouls, au-dessus de Couflens, dans la région du Haut-Salat, présentait, au Moyen Âge, un système défensif complexe en relation avec l'importance de l'occupation du territoire par les populations, depuis des temps très anciens.
Le principal attrait de la vallée d'Angouls est sa nature sauvage. On y rencontre — notamment dans son versant nord-est aujourd'hui complètement dépeuplé et recouvert de forêt — un très grand nombre de ruines, dont la présence peut s'expliquer par le très fort exode rural, qui entraîna son abandon progressif. La vallée est également accessible dans son versant sud-ouest par une route qui atteint en premier lieu le col de Pause (1 500 m), offrant un panorama sur le mont Valier (2 838 m). 

## Protection environnementale
Depuis le 1er février 1989, le pic de Montagnol et la vallée d'Angouls ont été classés « zone naturelle d'intérêt écologique, faunistique et floristique », en raison de leur flore des hautes montagnes calcaires avec plantes endémiques (Saxifraga media) ou rares (Valeriana apula, Thymelaea dioica, Campanula speciosa), et de la présence d'une faune de montagne riche, isard, grand tétras, données de présence d'ours (attestée depuis début 2004), marmotte, grands rapaces (aigle royal, gypaète barbu, vautour). Cette zone de 1 655 ha touchant les communes de Couflens et de Seix est destinée à protéger un environnement particulièrement intéressant, mais fragile, des déprédations que peut leur causer l'activité humaine.